# Barbara Brecht
Barbara Brecht (* 12. Juni 1999 in München) ist eine deutsche Fußballspielerin, die seit 2021 bei RB Leipzig unter Vertrag steht.

## Karriere

### Vereine
Aus der Nachwuchsmannschaft des FC Bayern München hervorgegangen, rückte Brecht zur Saison 2016/17 in dessen zweite Mannschaft auf. Bereits zum Saisonstart der 2. Bundesliga am 28. August 2016 gehörte sie beim 1:0-Auswärtserfolg gegen den 1. FC Saarbrücken der Startelf an, bevor sie in der 54. Minute für Sydney Lohmann ausgewechselt wurde. Ihr erstes Tor im Seniorinnenbereich erzielte sie am 5. November 2016 (7. Spieltag) beim 3:1-Heimsieg gegen den VfL Sindelfingen mit dem Treffer zum 1:0 in der 13. Minute.
Ihr einziges Spiel für die erste Mannschaft – gleichbedeutend mit ihrem Debüt in der Bundesliga – absolvierte sie am 26. März 2017 (15. Spieltag) beim 1:0-Heimsieg gegen Bayer 04 Leverkusen mit der Einwechslung für Vivianne Miedema in der 74. Minute.
Zur Saison 2020/21 wechselte Brecht ablösefrei zum Ligakonkurrenten SGS Essen, bei dem sie jedoch nur unregelmäßig als Einwechselspielerin zum Einsatz kam. Ein Jahr später wurde sie von RB Leipzig verpflichtet. Nach zwei Jahren Zugehörigkeit zur 2. Bundesliga stieg sie mit Leipzig im Sommer 2023 in die Bundesliga auf.  Am 12. April 2024 (18. Spieltag) gelang ihr beim 1:1 bei Werder Bremen mit dem Führungstreffer in der 18. Minute das erste Tor in dieser Spielklasse. 

### Auswahlmannschaft
Im Turnier um den Länderpokal an der Sportschule Wedau in Duisburg (1. bis 4. Oktober 2016) bestritt Brecht vier Spiele für die U18-Auswahlmannschaft des Bayerischen Fußball-Verbandes, in denen sie zwei Tore erzielte.

## Erfolge
- Meister 2. Bundesliga: 2019 (mit FC Bayern München II), 2023 (mit RB Leipzig)